# میکائل هاکوبوف
میکائل هاکوبوف (انگلیسی: Mikael Agopov؛ زادهٔ ۵ مارس ۱۹۷۸) شطرنج‌باز اهل ارمنستان-فنلاند است.
| به‌دلیل برخی مشکلات فنی، نمودارها موقتاً قابل مشاهده نیستند. اطلاعات بیشتر پیرامون این مشکل در فابریکاتور و وبگاه مدیاویکی در دسترس است. | |
| | به‌دلیل برخی مشکلات فنی، نمودارها موقتاً قابل مشاهده نیستند. اطلاعات بیشتر پیرامون این مشکل در فابریکاتور و وبگاه مدیاویکی در دسترس است. |